# Megaton
| Grotere en kleinere eenheden van gram en ton | Grotere en kleinere eenheden van gram en ton | Grotere en kleinere eenheden van gram en ton | Grotere en kleinere eenheden van gram en ton | Grotere en kleinere eenheden van gram en ton | Grotere en kleinere eenheden van gram en ton | Grotere en kleinere eenheden van gram en ton |
| -------------------------------------------- | -------------------------------------------- | -------------------------------------------- | -------------------------------------------- | -------------------------------------------- | -------------------------------------------- | -------------------------------------------- |
| factor                                       | naam                                         | symbool                                      |                                              |                                              |                                              |                                              |
| 10−30                                        | quectogram                                   | qg                                           |                                              |                                              |                                              |                                              |
| 10−27                                        | rontogram                                    | rg                                           |                                              |                                              |                                              |                                              |
| 10−24                                        | yoctogram                                    | yg                                           |                                              |                                              |                                              |                                              |
| 10−21                                        | zeptogram                                    | zg                                           |                                              |                                              |                                              |                                              |
| 10−18                                        | attogram                                     | ag                                           |                                              |                                              |                                              |                                              |
| 10−15                                        | femtogram                                    | fg                                           |                                              |                                              |                                              |                                              |
| 10−12                                        | picogram                                     | pg                                           |                                              |                                              |                                              |                                              |
| 10−9                                         | nanogram                                     | ng                                           |                                              |                                              |                                              |                                              |
| 10−6                                         | microgram                                    | µg                                           |                                              |                                              |                                              |                                              |
| 10−3                                         | milligram                                    | mg                                           |                                              |                                              |                                              |                                              |
| 10−2                                         | centigram                                    | cg                                           |                                              |                                              |                                              |                                              |
| 10−1                                         | decigram                                     | dg                                           |                                              |                                              |                                              |                                              |
| 1                                            | gram                                         | g                                            |                                              |                                              |                                              |                                              |
| 101                                          | decagram                                     | dag                                          |                                              |                                              |                                              |                                              |
| 102                                          | hectogram                                    | hg                                           | factor                                       | naam                                         | symbool                                      |                                              |
| 103                                          | kilogram                                     | kg                                           | factor                                       | naam                                         | symbool                                      |                                              |
| 106                                          | megagram                                     | Mg                                           | 1                                            | ton                                          | t                                            |                                              |
| 109                                          | gigagram                                     | Gg                                           | 103                                          | kiloton                                      | kt                                           |                                              |
| 1012                                         | teragram                                     | Tg                                           | 106                                          | megaton                                      | Mt                                           |                                              |
| 1015                                         | petagram                                     | Pg                                           | 109                                          | gigaton                                      | G                                            |                                              |
| 1018                                         | exagram                                      | Eg                                           | 1012                                         | teraton                                      | Tt                                           |                                              |
| 1021                                         | zettagram                                    | Zg                                           | 1015                                         | petaton                                      | Pt                                           |                                              |
| 1024                                         | yottagram                                    | Yg                                           | 1018                                         | exaton                                       | Et                                           |                                              |
| 1027                                         | ronnagram                                    | Rg                                           | 1021                                         | zettaton                                     | Zt                                           |                                              |
| 1030                                         | quettagram                                   | Qg                                           | 1024                                         | yottaton                                     | Yt                                           |                                              |

De megaton is een eenheid van massa, gelijk aan 1000 miljoen kilogram. 
Men denkt bij megaton echter meestal aan energie, namelijk de energie die vrijkomt bij een ontploffing van waterstofbommen en andere zeer energetische gebeurtenissen, zoals het inslaan van grote meteorieten op aarde. Een megaton is gedefinieerd als de energie die vrijkomt bij het ontploffen van 1 000 000 ton (1 000 000 000 kg) TNT, oftewel ca. 4,2 × 1015 joule = 4,2 PJ.
De zwaarste waterstofbom die ooit is getest, de Tsar Bomba, had een energie van 50 megaton. Die hoeveelheid energie zou in 1999 voldoende zijn geweest om twee dagen lang in de hele menselijke energiebehoefte te voorzien. In plaats daarvan was de energie geconcentreerd op één plek, en kwam vrij in een fractie van een seconde.